# Ramóczy Valerián
Ramóczy Valerián József (született: Ramershofer János) (Kőszeg, 1807. április 27. – Sopron, 1864. június 20.) Szent Benedek-rendi áldozópap és tanár.

## Életútja
Tisztes polgári szülők őrködése mellett kitűnő előmenetellel végezte középiskoláit és 1821. október 15-én a Szent Benedek-rendbe lépett. Miután Pannonhalmán teológiai tanulmányait elvégezte és a győri tanulmányi kerület főigazgatója előtt akkor szokás szerint vizsgálat által tanúsított képességéről a próbatételt kiállotta, 1828. október 15-én fogadalmat tett. 1829-ben a pozsonyi főgimnázium tanára lett. 1830. szeptember 17-én miséspappá szentelték fel. 1837-ben Pápára helyezték át. 1838-tól 1850-ig a győri akadémián a magyar nyelv és irodalom tanára volt. 1844-ben Ramershofer családi nevét Ramóczyra változtatta. 1850. április 1-jén a pozsonyi németté változott akadémián a bölcselet rendes és a magyar irodalom rendkívüli tanára lett; egy ideig a statisztikát és bányajogot is tanította. Rövid idő múlva még azon évben Pannonhalmára került a főmonostor alperjeljének és tanulmányi felügyelőnek s onnét, gimnáziumi igazgatónak küldték Kőszegre, ahol 1851-től 1855-ig működött. Ezután 1864. június 20-án bekövetkezett haláláig főgimnáziumi tanár és házfőnök volt Sopronban, egyszersmind a ns. Bácsa és Vecse székek táblabírája.
Cikkei a kőszegi gymnasium Programmjában (1853. Einiges über die frühzeitige Erwerbung naturhistorischer Kenntnisse); a soproni gymnasium Programmjában (1858. Einiges über das Gedächtniss, 1860. Über den Einfluss der Seele auf den Leib.).

## Munkái
- Magyarország rövid földleírása. Pozsony, 1835, térképpel (2. kiadás. Uo. 1836. magyar és latin szöveg, 4. és 5. megjobbított kiadás. Uo. év n., 6. kiadás. Pest, év n., magyar szöveg)
- Német szövetséges tartományok rövid földleírása. Pozsony, év n., térképpel (latin és magyar szöveg)
- Nemzeti iskolai szótár. Uo. 1838 (magyar-német és német-magyar), két köt.
- Theoretisch-praktische Grammatik der ungarischen Sprache für Deutsche. Uo. 1842
- Nemzeti nyelvtudomány kérdésekben és feleletekben. Uo. 1842 (magyar és német szöveg, új kiadás, Uo. 1846)
- Szavalattudomány. Pest, 1843 (A Kisfaludy-társaság azon kérdésére: «Készíttessék kézikönyv, mely a szavalásnak, mind általános, mind különösen színészetre alkalmazott elveit és szabályait kimerítőleg és gyakorlatilag adja elő, szükséges ügyelettel a magyar nyelv grammatikai viszonyaira, dialektusra, versszerkezetre s azon hiányokra, mik jelennen színészeink szóbeli előadását dísztelenítik», pályázván, 1840. febr. 6. a három biráló egy értelemmel neki ítélte a 20 arany jutalmat és a munka meg is jelent a Kisfaludy-Társaság Évlapjai I. köt. 199-243. l.)
- Álladalomtan. Pozsony, 1847, három füzet (I. A statisztikának elméletét, Európa, meg az ausztriai birodalom általános rajzát terjesztendi elő, II. Magyarhon és Erdély. III. Európa többi államai)
- Német szövetséges tartományok rövid földleírása; 2., megjobbított kiad.; Bucsánszky, Pozsony, 1847

Kéziratban a pannonhalmi könyvtárban: A hasznos növényekről a gazdaság és ipar körében 4-rét 75 lap; Népnövelési intelmek, 4-rét 43 lap; Természeti jogtan vázlata, 4-rét 173 és 112 lap; Görögország története Nagy Sándorig, 4-rét 415 lap; A bucsujárásokról, 4-rét 48 lap; Methodenlehre, 4-rét 62 lap; Magyar szókötés, 4-rét 172 lap; A magyar ékes szókötés, 4-rét 124 lap.